# 新井 (日野市)
新井（あらい）は、東京都日野市の大字・町名。現行行政地名は大字新井と新井一丁目から新井三丁目。

## 地理
日野市の東部に位置しており、東に落川、南に三沢、南西に高幡、北西に万願寺、北に石田と接している。

### 河川
- 浅川

### 地価
住宅地の地価は、2025年（令和7年）1月1日の公示地価によれば、新井3丁目7番24の地点で24万2000円/m2となっている。

## 歴史
- 2021年（令和3年）7月22日 - 新井・石田地区町名地番整理により大字新井・大字石田の一部を分離し、新井一丁目から新井三丁目を設置[6]。

## 世帯数と人口
2025年（令和7年）8月1日現在（日野市発表）の世帯数と人口は以下の通りである。
| 大字・丁目 | 世帯数    | 人口    |
| ---------- | --------- | ------- |
| 新井       | 385世帯   | 742人   |
| 新井一丁目 | 459世帯   | 1,166人 |
| 新井二丁目 | 741世帯   | 1,595人 |
| 新井三丁目 | 730世帯   | 1,220人 |
| 計         | 2,315世帯 | 4,723人 |

### 人口の変遷
国勢調査による人口の推移。
| 年                 | 人口   |
| ------------------ | ------ |
| 1995年（平成7年）  | 15,612 |
| 2000年（平成12年） | 16,774 |
| 2005年（平成17年） | 17,210 |
| 2010年（平成22年） | 17,663 |
| 2015年（平成27年） | 18,225 |
| 2020年（令和2年）  | 18,854 |

### 世帯数の変遷
国勢調査による世帯数の推移。
| 年                 | 世帯数 |
| ------------------ | ------ |
| 1995年（平成7年）  | 8,293  |
| 2000年（平成12年） | 9,427  |
| 2005年（平成17年） | 10,008 |
| 2010年（平成22年） | 10,789 |
| 2015年（平成27年） | 11,256 |
| 2020年（令和2年）  | 11,731 |

## 学区
市立小・中学校に通う場合、学区は以下の通りとなる（2023年10月時点）。
| 大字・丁目 | 番・番地等                | 小学校                 | 中学校             |
| ---------- | ------------------------- | ---------------------- | ------------------ |
| 新井       | 627〜931番地              | 日野市立潤徳小学校     | 日野市立三沢中学校 |
| 新井       | 540〜626番地 1000番地以降 | 日野市立日野第八小学校 | 日野市立三沢中学校 |
| 新井一丁目 | 全域                      | 日野市立日野第八小学校 | 日野市立三沢中学校 |
| 新井二丁目 | 1〜18番地                 | 日野市立日野第八小学校 | 日野市立三沢中学校 |
| 新井二丁目 | 19〜28番地                | 日野市立潤徳小学校     | 日野市立三沢中学校 |
| 新井三丁目 | 全域                      | 日野市立潤徳小学校     | 日野市立三沢中学校 |

## 交通

### 道路
- 東京都道503号相模原立川線

## 事業所
2021年（令和3年）現在の経済センサス調査による事業所数と従業員数は以下の通りである。
| 大字 | 事業所数 | 従業員数 |
| ---- | -------- | -------- |
| 新井 | 28事業所 | 191人    |

### 事業者数の変遷
経済センサスによる事業所数の推移。
| 年                 | 事業者数 |
| ------------------ | -------- |
| 2016年（平成28年） | 29       |
| 2021年（令和3年）  | 28       |

### 従業員数の変遷
経済センサスによる従業員数の推移。
| 年                 | 従業員数 |
| ------------------ | -------- |
| 2016年（平成28年） | 189      |
| 2021年（令和3年）  | 191      |

## 施設
- 都営日野新井アパート

## その他

### 日本郵便
- 郵便番号 : 191-0022[3]（集配局 : 日野郵便局[16]）。